# Ан-Софі Месташ
Ан-Софі Месташ (нід. An-Sophie Mestach, нар. 7 березня 1994) — колишня бельгійська тенісистка.
Здобула два парні титули туру WTA, а також шість одиночних та вісім парних титулів туру ITF.
Найвищу одиночну позицію рейтингу WTA — 98 місце досягнула 14 вересня 2015, парну — 64 місце — 1 лютого 2016 року.
Завершила кар'єру 2018 року.

## Фінали турнірів WTA

### Парний розряд (2–1)
| Легенда                             |
| ----------------------------------- |
| Турніри Великого шолома (0–0)       |
| Tour Championships (0–0)            |
| Premier Mandatory & Premier 5 (0–0) |
| Premier (0–1)                       |
| International (2–0)                 |

| Фінали за покриттям |
| ------------------- |
| Тверде (2–1)        |
| Ґрунт (0–0)         |
| Трава (0–0)         |
| Килим (0–0)         |

| Результат | Ранг | Дата            | Категорія     | Турнір                         | Покриття   | Партнер            | Опоненти                                      | Рахунок           |
| --------- | ---- | --------------- | ------------- | ------------------------------ | ---------- | ------------------ | --------------------------------------------- | ----------------- |
| Поразка   | 1.   | 14 лютого 2015  | Premier       | Diamond Games, Antwerp         | Тверде (i) | Алісон ван Ейтванк | Анабель Медіна Гаррігес Аранча Парра Сантонха | 4–6, 6–3, [5–10]  |
| Перемога  | 1.   | 19 вересня 2015 | International | Tournoi de Québec, Quebec City | Тверде (i) | Барбора Крейчикова | Марія Ірігоєн Паула Канія                     | 4–6, 6–3, [12–10] |
| Перемога  | 2.   | 8 січня 2016    | International | ASB Classic, Auckland          | Тверде     | Елісе Мертенс      | Данка Ковініч Барбора Стрицова                | 2–6, 6–3, [10–5]  |

## Фінали ITF

### Одиночний розряд (6–11)
| Легенда          |
| ---------------- |
| Турніри $100,000 |
| Турніри $75,000  |
| Турніри $50,000  |
| Турніри $25,000  |
| Турніри $15,000  |
| Турніри $10,000  |

| Фінали за покриттям |
| ------------------- |
| Тверде (5–7)        |
| Ґрунт (0–1)         |
| Трава (0–3)         |
| Килим (1–0)         |

| Результат | Ранг | Дата              | Турнір                        | Покриття   | Опонент              | Рахунок            |
| --------- | ---- | ----------------- | ----------------------------- | ---------- | -------------------- | ------------------ |
| Поразка   | 1.   | 16 травня 2010    | Тортоса, Іспанія              | Ґрунт      | Вікторія Ларр'єр     | 5–7, 6–4, 4–6      |
| Поразка   | 2.   | 7 серпня 2010     | Балікпапан, Індонезія         | Тверде     | Нудніда Луангам      | 0–6, 6–3, 2–6      |
| Перемога  | 1.   | 23 вересня 2012   | Анталія, Туреччина            | Тверде     | Yurina Koshino       | 6–3, 6–2           |
| Поразка   | 3.   | 17 березня 2013   | Бат (Англія), Велика Британія | Тверде (i) | Штефані Фогт         | 6–7(3–7), 3–6      |
| Перемога  | 2.   | 5 травня 2013     | Ґіфу, Японія                  | Тверде     | Ван Цян              | 1–6, 6–3, 6–0      |
| Поразка   | 4.   | 12 травня 2013    | Фукуока, Японія               | Трава      | Унс Джабір           | 6–7(2–7), 2–6      |
| Поразка   | 5.   | 19 травня 2013    | Куруме (Фукуока), Японія      | Трава      | Ons Jabeur           | 0–6, 2–6           |
| Поразка   | 6.   | 13 жовтня 2013    | Жуе-ле-Тур, Франція           | Тверде (i) | Мір'яна Лучич-Бароні | 4–6, 2–6           |
| Перемога  | 3.   | 26 січня 2014     | Сандерленд, Велика Британія   | Тверде (i) | Вікторія Голубич     | 6–1, 6–4           |
| Перемога  | 4.   | 13 вересня 2014   | Батумі, Грузія                | Тверде     | Ольга Янчук          | 6–2, 6–0           |
| Перемога  | 5.   | 12 жовтня 2014    | Монтеррей, Мексика            | Тверде     | Лурдес Домінгес Ліно | 6–3, 7–5           |
| Поразка   | 7.   | 18 жовтня 2014    | Тампіко, Мексика              | Тверде     | Маріана Дуке-Маріньо | 6–3, 1–6, 6–7(4–7) |
| Перемога  | 6.   | 23 листопада 2014 | Тойота (Айті), Японія         | Килим (i)  | Аояма Сюко           | 6–1, 6–1           |
| Поразка   | 8.   | 19 липня 2015     | Стоктон (Каліфорнія), США     | Тверде     | Хібіно Нао           | 1–6, 6–7(6–8)      |
| Поразка   | 9.   | 26 липня 2015     | Сакраменто, США               | Тверде     | Ангеліна Калініна    | 6–4, 4–6, 3–6      |
| Поразка   | 10.  | 31 січня 2016     | Андрезьє-Бутеон, Франція      | Тверде (i) | Штефані Феґеле       | 1–6, 2–6           |
| Поразка   | 11.  | 29 травня 2016    | Каруїдзава, Японія            | Трава      | Нігіна Абдураїмова   | 3–6, 5–7           |

### Парний розряд (8–11)

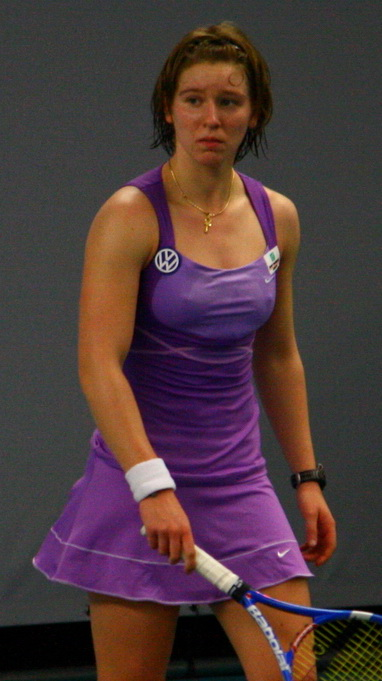
Mestach at the 2010 Telenet Open in Torhout

| Легенда                |
| ---------------------- |
| Турніри $100,000       |
| Турніри $75,000        |
| $50,000/60,000 турніри |
| Турніри $25,000        |
| Турніри $10,000        |

| Фінали за покриттям |
| ------------------- |
| Тверде (5–5)        |
| Ґрунт (2–2)         |
| Трава (1–2)         |
| Килим (0–2)         |

| Результат | Ранг | Дата              | Турнір                        | Покриття   | Партнер              | Опоненти                                   | Рахунок                 |
| --------- | ---- | ----------------- | ----------------------------- | ---------- | -------------------- | ------------------------------------------ | ----------------------- |
| Поразка   | 1.   | 15 травня 2009    | Анталія, Туреччина            | Ґрунт      | Sofie Oyen           | Аманда Каррерас Valentina Sulpizio         | 6–4, 3–6, [4–10]        |
| Поразка   | 2.   | 1 серпня 2009     | Bree, Бельгія                 | Ґрунт      | Демі Схюрс           | Кікі Бертенс Квірін Лемуан                 | 1–6, 0–6                |
| Перемога  | 1.   | 13 вересня 2014   | Батумі, Грузія                | Тверде     | Сандра Заневська     | Александріна Найденова Валерія Страхова    | 6–1, 6–1                |
| Поразка   | 3.   | 2 травня 2015     | Ґіфу, Японія                  | Тверде     | Емілі Веблі-Сміт     | Ван Яфань Сюй Їфань                        | 2–6, 3–6                |
| Поразка   | 4.   | 21 червня 2015    | Ilkley, Велика Британія       | Трава      | Demi Schuurs         | Ралука Олару Xu Yifan                      | 3–6, 4–6                |
| Перемога  | 2.   | 29 січня 2016     | Андрезьє-Бутеон, Франція      | Тверде (i) | Елісе Мертенс        | Вікторія Голубич Ксенія Нолл               | 6–4, 3–6, [10–7]        |
| Поразка   | 5.   | 18 червня 2016    | Ilkley, Велика Британія       | Трава      | Сторм Сендерз        | Ян Чжаосюань Чжан Кайлінь                  | 3–6, 6–7(5–7)           |
| Перемога  | 3.   | 6 серпня 2016     | Гранбі (Квебек), Канада       | Тверде     | Джеймі Лоеб          | Юлія Глушко Ольга Говорцова                | 6–4, 6–4                |
| Поразка   | 6.   | 14 серпня 2016    | Landisville, США              | Тверде     | Elise Mertens        | Фрея Крісті Лора Робсон                    | 3–6, 4–6                |
| Поразка   | 7.   | 14 жовтня 2016    | Екердревіль-Енневіль, Франція | Тверде (i) | Амандін Есс          | Корнелія Лістер Поліна Монова              | 5–7, 6–4, [6–10]        |
| Поразка   | 8.   | 12 листопада 2016 | Токіо, Японія                 | Тверде     | Джеймі Лоеб          | Фудзівара Ріка Найто Юкі                   | 4–6, 7–6(14–12), [8–10] |
| Перемога  | 4.   | 19 травня 2017    | Бостад, Швеція                | Ґрунт      | Kimberley Zimmermann | Ілона Кремінь Cornelia Lister              | 4–6, 6–2, [10–5]        |
| Перемога  | 5.   | 18 червня 2017    | Manchester, Велика Британія   | Трава      | Магдалена Френх      | Чжан Кайчжень Марина Еракович              | 6–4, 7–6(7–5)           |
| Перемога  | 6.   | 23 червня 2017    | İzmir, Туреччина              | Тверде     | Ніна Стоянович       | Емма Лайне Такахата Котомі                 | 6–4, 7–5                |
| Перемога  | 7.   | 17 вересня 2017   | Las Vegas, США                | Тверде     | Laura Robson         | Софі Чанг Александра Мюллер                | 7–6(9–7), 7–6(7–2)      |
| Поразка   | 9.   | 30 вересня 2017   | Stillwater, США               | Тверде     | Гаррієт Дарт         | Йована Якшич Кейтлін Горіскі               | 6–4, 4–6, [3–10]        |
| Поразка   | 10.  | 15 квітня 2018    | Обідуш, Португалія            | Килим      | Nina Stojanović      | Sarah Beth Grey Olivia Nicholls            | 6–4, 6–7(4–7), [6–10]   |
| Поразка   | 11.  | 28 квітня 2018    | Óbidos, Португалія            | Килим      | Freya Christie       | Естрелья Кабеса Кандела Ángela Fita Boluda | 6–7(3–7), 6–1, [6–10]   |
| Перемога  | 8.   | 14 липня 2018     | Контрексевіль, Франція        | Ґрунт      | Чжен Сайсай          | Прартхана Томбаре Ева Ваканно              | 3–6, 6–2, [10–7]        |

### Юніорські фінали турнірів Великого шолома

#### Girls' Одиночний розряд
| Результат | Рік  | Championship                           | Покриття | Опонент     | Рахунок  |
| --------- | ---- | -------------------------------------- | -------- | ----------- | -------- |
| Перемога  | 2011 | Відкритий чемпіонат Австралії з тенісу | Тверде   | Моніка Пуїг | 6–4, 6–2 |

#### Girls' Парний розряд
| Результат | Рік  | Championship                           | Покриття | Партнер         | Опоненти                  | Рахунок  |
| --------- | ---- | -------------------------------------- | -------- | --------------- | ------------------------- | -------- |
| Поразка   | 2010 | Відкритий чемпіонат США з тенісу       | Тверде   | Сільвія Нджирич | Тімеа Бабош Слоун Стівенс | w/o      |
| Перемога  | 2011 | Відкритий чемпіонат Австралії з тенісу | Тверде   | Демі Схюрс      | Ходзумі Ері Като Мію      | 6–2, 6–3 |